# Esino (torrente)
Il torrente Esino è un affluente del Lago di Como, lungo circa 10 km.

## Idrografia
Il torrente scorre nei comuni di Esino Lario, Perledo, Varenna in provincia di Lecco. Il torrente nasce a Esino Lario presso il passo Cainallo in provincia di Lecco (altitudine 1296 m), scorre nella Val d'Esino a cui dà il nome, e sfocia nel Lago di Como tra i comuni di Perledo (località Olivedo) e Varenna (quota alla foce 210 m).
Essendo di carattere torrentizio e scarsamente alimentato, nella sua parte superiore è spesso in secca se non in occasione o immediatamente dopo precipitazioni. Più a valle, essendo alimentato dalle acque reflue delle località che vi si affacciano, diventa quasi perenne.
Da analisi condotte da Legambiente nel 2016 e nel 2024 la foce del torrente è risultata inquinata.

## Punti di interesse
Nella frazione di Campallo nel comune di Perledo è presente un orrido visitabile costruito tra le due sponde del torrente, più comunemente noto come Crotto (Crott del Pepott). Poco più a Ovest c'è un altro ponte, all'altezza di un antico mulino ad acqua in disuso, risalente a XVI secolo con macchinari del 1880, che permette l'attraversamento del torrente, sentiero del Viandante. 

## Attività

### Canyoning

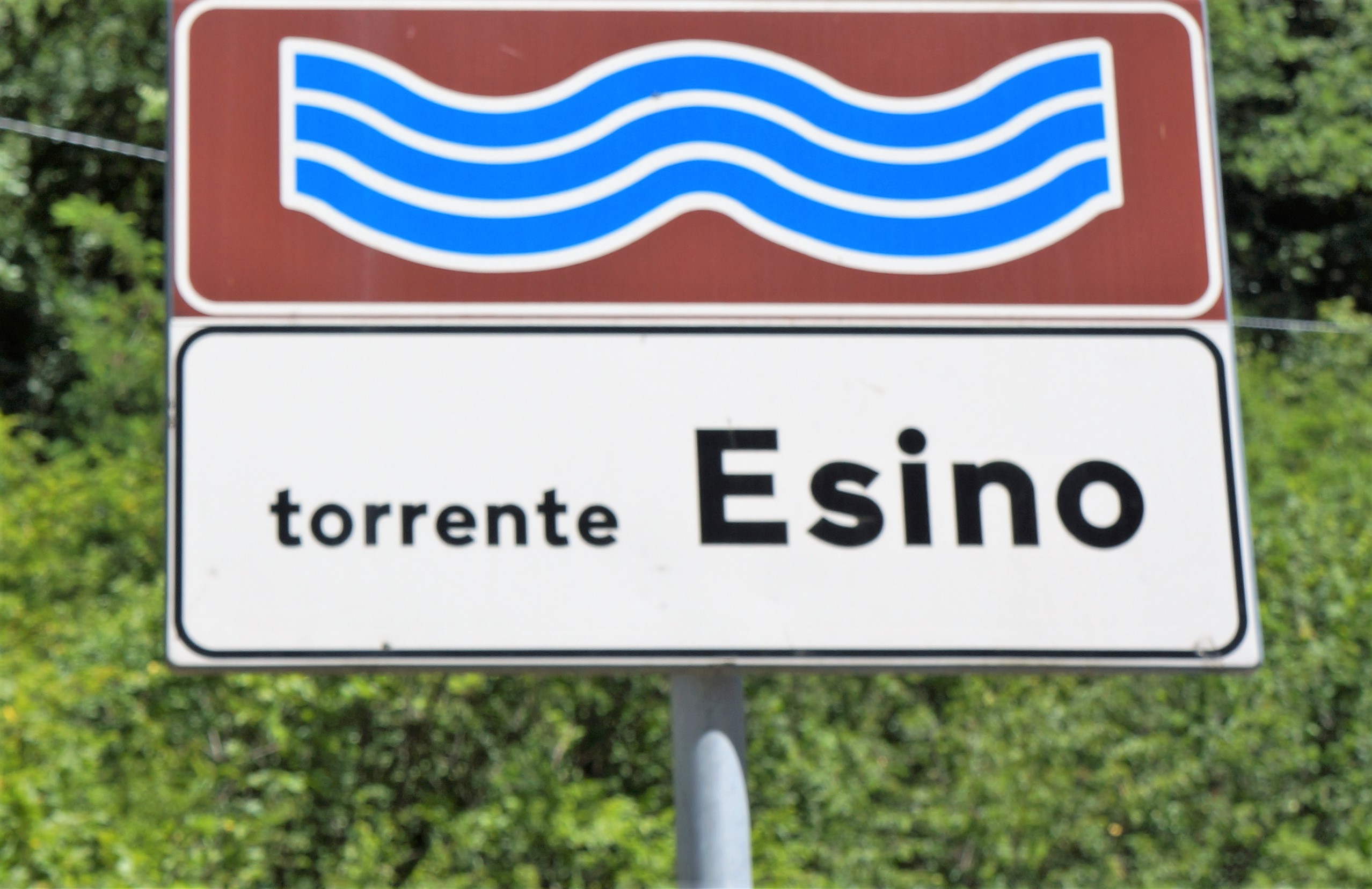
Cartello che segnala il torrente.

Secondo l'Associazione Italiana Canyoning, lungo il torrente sono presenti due forre, una in prossimità di Esino Lario ed una a Perledo.
Nel 2024 si è verificato un grave incidente che ha procurato la morte ad Alessandro Dall'Ò.